# تلویزیون دولتی آرتساخ
شرکت رادیو و تلویزیون دولتی آرتساخ (انگلیسی: Artsakh Public TV) یا به اختصار تلویزیون آرتساخ (انگلیسی: Artsakh TV) از تاریخ ۱ ژوئن ۱۹۸۸ در منطقه خودمختار ناگورنو قره‌باغ شروع به پخش برنامه نمود. نوریک گاسپاریان هم‌اکنون رئیس این شرکت می‌باشد.